# Gerson Cotta-Pereira
Gerson Cotta-Pereira (Niterói, 18 de agosto de 1942 – 2 de janeiro de 2010) foi um médico brasileiro.
Foi fundador da Academia de Medicina do Rio de Janeiro e primeiro titular da Cadeira 13.
Foi eleito membro da Academia Nacional de Medicina em 1991, assumindo a Cadeira 87, que tem João Batista de Lacerda como patrono.